# Gedser-Warnemünde Rutens Indvielse 1903
Gedser-Warnemünde Rutens Indvielse 1903 er en dansk dokumentarisk stumfilm fra 1903, der er instrueret af Peter Elfelt.

## Handling
Indsejling med færgen Prins Christian til Gedser Færgehavn i forbindelse med indvielsen af De danske Statsbaners færgerute mellem Gedser i Danmark og Warnemünde i Tyskland den 30. september 1903. Storhertug Friedrich Franz 4. af Mecklenburg-Schwerin modtages på kajen af Danmarks Kong Christian 9. I indvielsen deltager også Kronprins Frederik samt medlemmer af ministeriet Deuntzer.